# Krzysztof Różnicki
Krzysztof Różnicki (29 de agosto de 2003) es un deportista de Polonia que compite en atletismo. Ganó una medalla de oro en el Campeonato Europeo de Atletismo Sub-20 de 2021, en la prueba de 800 m.